# 薩頓-阿爾派因 (阿拉斯加州)
薩頓-阿爾派因（英語：Sutton-Alpine）是位於美國阿拉斯加州馬塔努斯卡-蘇西特納自治市鎮的一個人口普查指定地區。根據2010年美國人口普查，該地人口為1447人，而該地的面積約為151.60平方千米。

## 地理
薩頓-阿爾派因的座標為61°42′45″N 148°53′08″W / 61.71250°N 148.88556°W，而該地的平均海拔高度為253米（即830英尺）。